# Liste des compagnies aériennes à Singapour
Il s'agit d'une liste de compagnies aériennes qui ont un certificat d'opérateur aérien actuel délivré par l'Autorité de l'aviation civile de Singapour.

## Compagnies aériennes régulières
| Compagnie aérienne   | Image | IATA | OACI | Indicatif d'appel | Début des opérations |
| -------------------- | ----- | ---- | ---- | ----------------- | -------------------- |
| Jetstar Asia Airways |       | 3K   | JSA  | JETSTAR ASIE      | 2004                 |
| Scoot                |       | TR   | TGW  | SCOOTER           | 2012                 |
| Singapore Airlines   |       | SQ   | SIA  | SINGAPORE         | 1947                 |

## Compagnies aériennes cargo
| Compagnie aérienne       | Image | IATA | OACI | Signe d'appel | Début des opérations |
| ------------------------ | ----- | ---- | ---- | ------------- | -------------------- |
| Singapore Airlines Cargo |       | SQ   | SQC  | SINGAPORE     | 2001                 |

## Voir également
- Liste des compagnies aériennes
- Liste des compagnies aériennes en Asie
- Compagnies aériennes interdites d'exploitation dans l'Union européenne
- Liste des compagnies aériennes disparues en Asie
- Liste des compagnies aériennes en Europe